# Maytenus oleosa
Maytenus oleosa (tiếng Anh Pondo Koko Tree) là một cây nhỏ, hiếm, giống cây liễu, thuộc họ Celastraceae mọc giới hạn trong các khu rừng đất thấp dọc bờ biển các tỉnh KwaZulu-Natal và Eastern Cape, đặc biệt những nơi có sông, suối. Loài này thường hay mọc cùng với Gymnosporia bachmannii. Chúng hiện đang bị đe dọa vì mất môi trường sống và vì các hoạt động nông nghiệp.
Các nỗ lực bảo tồn loài này đang diễn ra; nó là một loài được bảo vệ ở Khu bảo tồn thiên nhiên Umtamvuna và Khu bảo tồn Mkambati Game, và một số khu vực rừng cũng đã được phân ranh giới ở Transkei.